# Open Europese kampioenschappen powerlifting 2015
De Open Europese kampioenschappen powerlifting 2015 waren door de European Powerlifting Federation (EPF) georganiseerde kampioenschappen voor powerlifters. De 38e editie van het Europese kampioenschappen vond plaats in de Duitse stad Chemnitz van 6 tot en met 9 mei 2015.

## Uitslagen

### Heren
| klasse  | Goud                | Zilver               | Brons              |
| ------- | ------------------- | -------------------- | ------------------ |
| -59 kg  | Alexander Kolbin    | Dariusz Wszola       | Pawel Osmialowski  |
| -66 kg  | Sergey Gladkikh     | Antti Savolainen     | Mariusz Grotkowski |
| -74 kg  | Sergei Gaishinetc   | Mykola Barannik      | Kim-Raino Roelvaag |
| -83 kg  | Alexey Sorokin      | Volodymyr Rysiyev    | Patrik Turesson    |
| -93 kg  | Sergii Bilyi        | Sergey Mashintcov    | Margus Silbaum     |
| -105 kg | Stian Walgermo      | Dmytro Semenenko     | Sofiane Belkesir   |
| -120 kg | Oleksiy Bychkov     | Aleksei Fokin        | Ivan Goriachev     |
| +120 kg | Volodymyr Svistunov | Hans Magne Baardtvet | David Lupac        |

### Dames
| klasse | Goud                        | Zilver                 | Brons                 |
| ------ | --------------------------- | ---------------------- | --------------------- |
| -47 kg | Valentina Vermenyuk         | Svetlana Saydasheva    | Sanna Apuli           |
| -52 kg | Natalia Salnikova           | Anastasiya Derevyanko  | Kateryna Klymenko     |
| -57 kg | Gundula Sommer von Bachhaus | Yulia Vavilova         | Mariya Chepil         |
| -63 kg | Larysa Soloviova            | Tutta Kristine Hanssen | Olga Adamovich        |
| -72 kg | Yulia Medvedeva             | Marte Elverum          | Ankie Timmers         |
| -84 kg | Heidi Hille Arnesen         | Yevheniia Tishakova    | Inger Johanne Ruud    |
| +84 kg | Elena Kucherenko            | Inna Orobets           | Brenda van der Meulen |